# Орловача (Приједор)
Орловача је приједорско приградско насеље.

## Географија
Насеље се налази око два километра источно од центра града. Границе представљају магистрални пут Приједор — Бања Лука (сјевер), пруга Добрљин — Добој (запад) те рјечица Милошевица (југ).

## Архитектура
Орловача је специфично предграђе са великим бројем породичних кућа. У насељу се налазе два мања фудбалска терена, као и стадион ФК Житопромет. Поред пруге се такође налази приједорски силос који доминира панорамом града.
Овде се налази Манастир Милошевац.

## Демографија
Срби су већинско становништво.
| Демографија | Демографија | Демографија |
| Година      | Становника  | Становника  |
| ----------- | ----------- | ----------- |
| 1948.       | 246         |             |
| 1953.       | 359         |             |
| 1961.       | 511         |             |
| 1971.       | 795         |             |
| 1981.       | 1.132       |             |